# 羟基化
羟基化（hydroxylation）又称羟化，是向有机化合物分子（底物）引入羟基（－OH）的过程；常指用羟基取代碳上的氢原子（－H）的反应。产物是醇、酚等。
生化中，催化羟化反应的酶称为羟化酶。

## 方法
- 卤代烷水解制取醇
- 氯苯水解制取酚
- 烯烃水合制取醇、醛、酮
- 烯烃被高锰酸钾氧化为邻二醇
- Sharpless不对称双羟基化反应
- Milas羟基化反应
- Upjohn双羟基化反应
- Sharpless不对称氨羟基化反应
- Woodward顺式双羟基化反应
- Prévost反应